# Bastien Dechepy
Bastien Dechepy, né le 23 novembre 1985 à Senlis (Oise), est un arbitre fédéral de football français, officiant en Ligue 1. Il est licencié au club du FC Cormontreuil (Grand-Est). 

## Biographie

### Débuts dans l'arbitrage
Bastien Dechepy a commencé sa carrière d'arbitre dans les divisions régionales, progressant rapidement. Ses capacités lui ont permis d'accéder aux niveaux professionnels, devenant un arbitre régulier des championnats de Ligue 2 et accède à la Ligue 1 en 2020.

### Accession au niveau international
En novembre 2023, Dechepy a été officiellement reconnu comme arbitre international par la FIFA. Cette nomination pour Janvier 2024 marque une étape importante dans sa carrière, lui permettant d'arbitrer des rencontres de portée internationale, comme des matchs amicaux ou des compétitions européennes,.

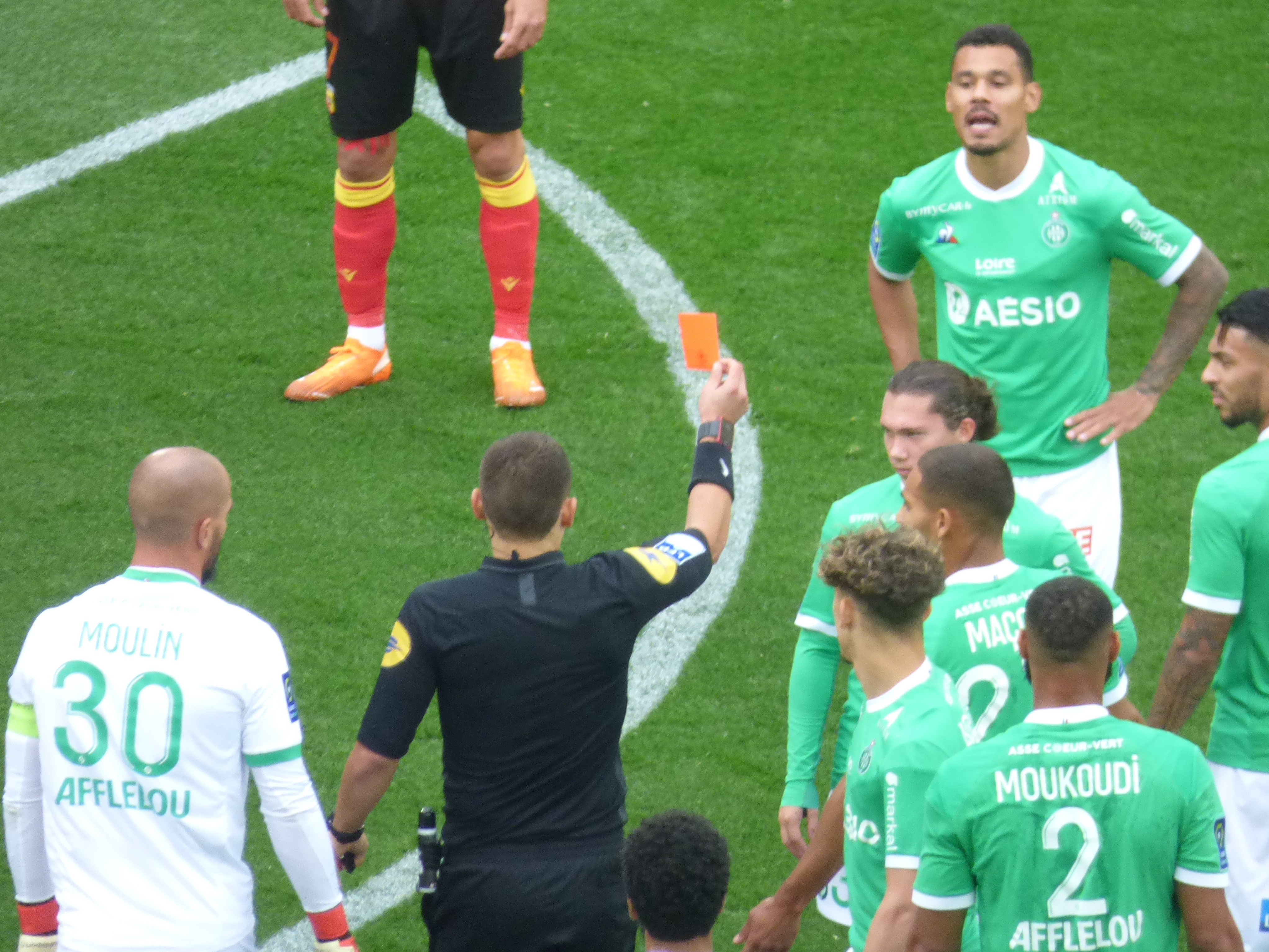
L'arbitre Bastien Dechepy donnant un carton rouge à Timothée Kolodziejczak le 3 octobre 2020, au Stade Bollaert-Delelis.

### Incidents notables
Lors de la saison 2024-2025, Bastien Dechepy a dû céder sa place en plein match entre Strasbourg et Monaco en raison d'une blessure survenue durant la rencontre,. Cet incident, bien que rare, a permis à Benjamin Lepaysant, le quatrième arbitre de la rencontre de disputer son premier match de Ligue 1 à 35 ans.
Polémique autour de l’arbitrage après Lyon - Le Havre (2025)
Le 16 mars 2025, après la défaite du Havre contre Lyon (4-2), Didier Digard a vivement contesté l'arbitrage de Bastien Dechepy, pointant plusieurs décisions défavorables à son équipe. Expulsé après le coup de sifflet final, il a dénoncé un arbitre « irrespectueux » qui lui aurait refusé toute explication. L'incident a relancé les critiques sur l'arbitrage en Ligue 1,.

### Présidence du syndicat des arbitres de football d'élite (SAFE)
En novembre 2023, Bastien Dechepy a été élu président du Syndicat des Arbitres du Football d'Élite (SAFE), succédant à Stéphane Lannoy. À ce poste, il défend les intérêts des arbitres professionnels et milite pour des améliorations dans leurs conditions de travail, notamment en matière de formation et de reconnaissance,,.

### Une immersion dans l'arbitrage avec Bastien Dechepy
Le 23 avril 2022, lors de la rencontre Saint-Étienne - Monaco en Ligue 1, Bastien Dechepy a marqué une avancée dans l’expérience des spectateurs en acceptant l’installation d’un microphone par Prime Vidéo, diffuseur principal du championnat. Ce dispositif inédit a permis de capturer les échanges en temps réel entre l’arbitre, ses assistants, les joueurs, et les officiels chargés de la VAR.
Le match, disputé dans un contexte électrique avec une équipe locale en lutte pour le maintien, a été riche en événements : un penalty sifflé, des fumigènes, et même des feux d’artifice tirés par les supporters célébrant les 30 ans de leur tribune. Cette immersion a donné lieu à une vidéo-documentaire de 7 minutes dévoilant les coulisses du rôle d’un arbitre en Ligue 1.

## Statistiques*
*Comprenant les rôles d'arbitre central, arbitre assistant et arbitre VAR
| Catégorie                | Nombres de matchs | Catégorie                            | Nombres de matchs |
| Ligue 1                  | 143               | UEFA Euro qualifying U19             | 3                 |
| Ligue 2                  | 85                | UEFA Euro qualifying U21             | 1                 |
| Playoffs Ligue 1/Ligue 2 | 2                 | UEFA Conference League Qualification | 6                 |
| National                 | 58                | UEFA Champions League Qualification  | 4                 |
| National 2               | 4                 | UEFA Conference League               | 7                 |
| National 3               | 4                 | UEFA Europa League                   | 4                 |
| Coupe de France          | 33                | UEFA Champions League                | 3                 |
| Coupe de la Ligue        | 5                 | Qualifications Euro                  | 3                 |
| Liga Portugal            | 1                 | UEFA Nations League A                | 1                 |
| Egyptian Premier League  | 1                 | UEFA Nations League B                | 1                 |
| King's Cup               | 1                 | UEFA Nations League C                | 2                 |
| Amicaux internationaux   | 7                 | UEFA Nations League D                | 1                 |
| UEFA Youth League        | 13                |                                      |                   |
| ------------------------ | ----------------- | ------------------------------------ | ----------------- |